# 2111 Tselina
A 2111 Tselina (ideiglenes jelöléssel 1969 LG) a Naprendszer kisbolygóövében található aszteroida. Tamara Mihajlovna Szmirnova fedezte fel 1969. június 13-án.